# Typhlotanais longicephala
Typhlotanais longicephala är en kräftdjursart som beskrevs av Kudinova-pasternak 1970. Typhlotanais longicephala ingår i släktet Typhlotanais och familjen Nototanaidae. Inga underarter finns listade i Catalogue of Life.